# قلعة سان سلفادور دي لا بونتا
قلعة سان سلفادور دي لا بونتا (بالإسبانية: Catillo San Salvador de la Punta) هي مجموعة قلاع في العاصمة الكوبية هافانا، وكانت ساحل هافانا تعرضت لخطر القراصنة حاملي السفن التي أسرها من البحرية الاستمعارية.
وكان الملك الإسباني فيليب الثاني أمر بفكرة بناء القلاع والحصون للحد من خطورة القرصنة المنتشرة في بحر الكاريبي عام 1582م، وأحضر المهندس الإيطالي لبناء القلاع، وبدأ العمل ببطئ سنة 1590م، وتم بناء القلعة عام 1630م.

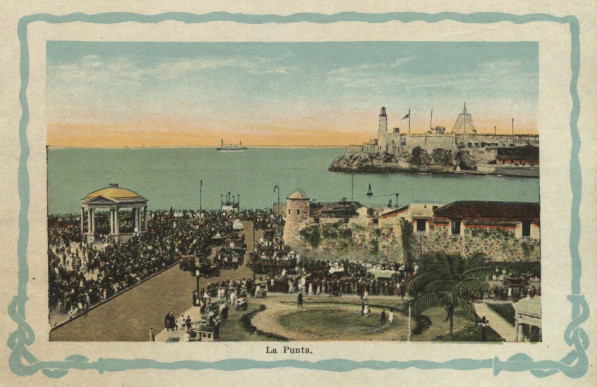
لا بونتا، هافانا، كوبا، أرض العالم الصيفية (حوالي 1921-1939)

وتعد قلعة سان سلفادور دي لا بونتا أحد أهم القلاع في تاريخ كوبا.

## أنظر أيضا
- إل كابيتوليو
- جامعة هافانا
- هافانا القديمة

## المصدر
- Forts and Castles of the Caribbean Islands